# Hartwig Schlegelberger

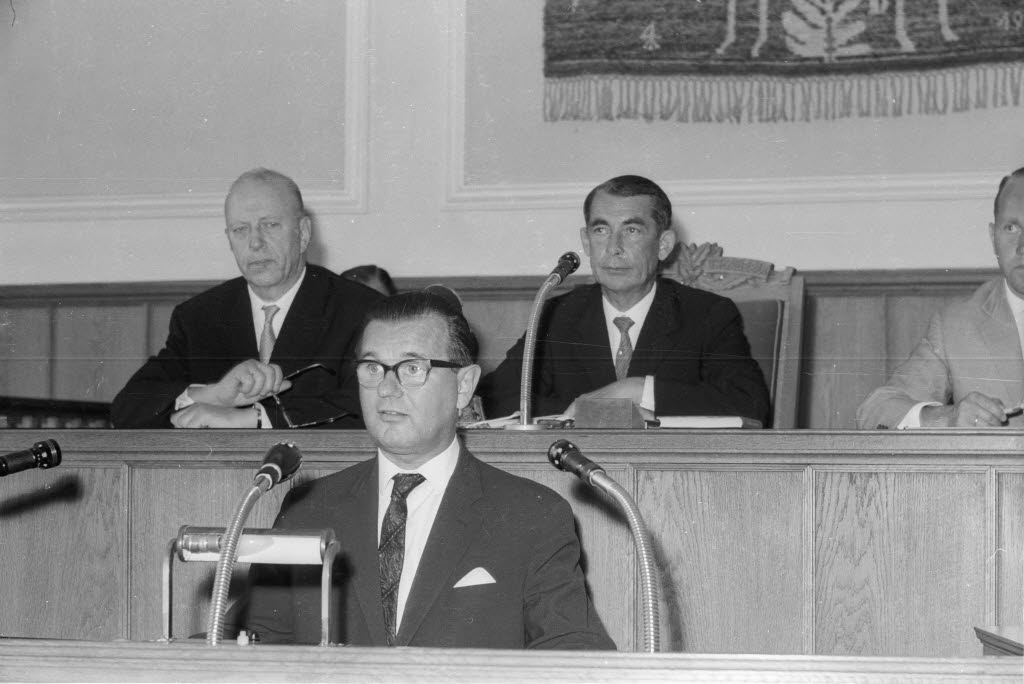
Hartwig Schlegelberger am Rednerpult des Landtags von Schleswig-Holstein, Juni 1963

Hartwig Schlegelberger (* 9. November 1913 in Berlin; † 6. Oktober 1997 in Flintbek) war ein deutscher Politiker (CDU). Der Sohn des kommissarischen Reichsjustizministers Franz Schlegelberger war als NS-Militärjurist tätig. Nach dem Zweiten Weltkrieg stieg er in die Politik der Bundesrepublik ein, war von 1961 bis 1963 Finanzminister und von 1963 bis 1971 Innenminister und außerdem Stellvertreter des Ministerpräsidenten des Landes Schleswig-Holstein. Hartwig Schlegelberger gilt als Beispiel für den Wiederaufstieg von Juristen aus der Zeit des Nationalsozialismus in der frühen Bundesrepublik.

## Ausbildung und Tätigkeit in der NS-Zeit
Nach dem Abitur an einem Humanistischen Gymnasium absolvierte Schlegelberger ein Studium der Rechts- und Staatswissenschaften in Tübingen und Berlin. 1934 wurde er Mitglied des Corps Franconia Tübingen. Nach dem ersten juristischen Staatsexamen und dem Referendariat bestand er 1940 das Assessorexamen. 1941 promovierte er an der Eberhard-Karls-Universität Tübingen zum Dr. iur. Von 1943 bis 1945 war er Oberstabsrichter am Marinekriegsamt Berlin und wirkte an Todesurteilen wegen Wehrkraftzersetzung und Bagatelldelikten als Ankläger mit. Deswegen wurde er erstmals 1963 wegen versuchten Mordes angezeigt. Dies führte zwar zu einer öffentlichen Diskussion, aber nicht zur Einleitung eines Ermittlungsverfahrens. Erst 1996, ein Jahr vor Schlegelbergers Tod, sah die Staatsanwaltschaft Berlin einen Anfangsverdacht. Danker und Lehmann-Himmel charakterisieren ihn in ihrer Studie über das Verhalten und die Einstellungen der Schleswig-Holsteinischen Landtagsabgeordneten und Regierungsmitglieder der Nachkriegszeit in der NS-Zeit als „exponiert nationalsozialistisch“ und „Verfolgungsakteur“, obwohl er nicht der NSDAP beitrat.

## Nach 1945

### Berufliche Tätigkeit, Politik und öffentliche Ämter
Ab 1946 arbeitete Schlegelberger am Kreiswohlfahrtsamt und später als Kreissyndikus in Flensburg. Seit 1953 war er Mitglied der CDU. Er war jahrelang Vorsitzender des CDU-Kreisverbandes Flensburg. Von 1954 bis 1961 war er Landrat des Kreises Flensburg. Von 1958 bis 1975 war er Mitglied des Landtages von Schleswig-Holstein und von 1958 bis 1961 Vorsitzender des Finanzausschusses. Er zog stets als direkt gewählter Abgeordneter des Wahlkreises Flensburg-Ost in den Landtag ein.  Am 6. November 1961 wurde er als Finanzminister in die von Ministerpräsident Kai-Uwe von Hassel geführte Landesregierung von Schleswig-Holstein berufen. Am 1. Mai 1963 wechselte er in das Amt des Innenministers in der mittlerweile von Ministerpräsident Helmut Lemke geleiteten Regierung. Ab dem 14. Februar 1963 war Schlegelberger außerdem Stellvertreter des Ministerpräsidenten. Nach der Landtagswahl 1971 schied er am 24. Mai 1971 aus dem Amt.

### Ehrenämter
Schlegelberger war viele Jahre Präsident des DRK-Landesverband Schleswig-Holstein. Von 1979 bis 1991 war er Vizepräsident des DRK, zuletzt Präsident des DRK Berlin. 1993 wurde die Persönlichkeit Schlegelbergers zu dessen 80. Geburtstag ausdrücklich gewürdigt: „Unsere Jugend braucht Vorbilder wie Sie.“ (Bundeskanzler Helmut Kohl), „Ihr ganzes Leben war dem Dienen am Gemeinwohl gewidmet“, (Berlins Regierender Bürgermeister Eberhard Diepgen), „Schlegelbergers Lebensweg sei gekennzeichnet vom Einsatz für ein friedliches, tolerantes Miteinander der Menschen“ (Berliner Morgenpost).
1995 folgte sein Rücktritt nach Vorwürfen wegen SA-Zugehörigkeit, dreimaligen Antrags auf NSDAP-Mitgliedschaft und Anwesenheit bei Hinrichtungen wegen Bagatelldelikten.
Als Vorsitzender des Deutschen Grenzvereins e. V. engagierte sich Schlegelberger bereits als Landrat in Flensburg für die Kulturarbeit der deutschen Minderheit in Dänemark.

## Familie
Hartwig Schlegelbergers Vater Franz Schlegelberger war von 1931 bis 1942 Staatssekretär im Reichsministerium der Justiz, der im Nürnberger Juristenprozess wegen Kriegsverbrechen zu lebenslangem Zuchthaus verurteilt worden war, wegen Haftunfähigkeit aber vorzeitig entlassen wurde. Sein älterer Bruder, Günther Schlegelberger, trat nach dem Krieg in den Auswärtigen Dienst ein und starb 1974 als deutscher Botschafter in Panama. Hartwig Schlegelberger war mit Luise geb. Freifrau von Rotberg (1913–1982) verheiratet und hinterließ zwei Töchter.

## Ehrungen
- 1968 Großes Bundesverdienstkreuz mit Stern
- 1973 Großes Bundesverdienstkreuz mit Stern und Schulterband

## Veröffentlichungen
- CDU – der Zeit voran. Die CDU und der Arbeitnehmer. Eine Rede vor dem Arbeitskreis CDU und Arbeitnehmerschaft auf dem Landesparteitag der CDU Schleswig-Holsteins 1964 in Husum, Hannover 1964
- mit Johannes Hoffmeyer: Der europäische Aufbruch. Grenze als Frage und Antwort. Studien über das Verhältnis Deutschland – Dänemark. Flensburg 1969
- Die moderne Gesundheitspolitik der CDU, Kiel 1971
- mit Gerhard Schmidt: Perspektiven deutscher Kulturarbeit in Schleswig-Holstein und Nordschleswig. Sankelmark 1981
- mit Wolfgang Böning und Albert von Mutius: Finanzkontrolle im föderativen Staat, Heidelberg 1982